# Чеський Кубок пойштовни 2003
Чеський Кубок пойштовни 2003 — міжнародний хокейний турнір у Чехії в рамках Єврохокейтуру, проходив 4—7 вересня 2003 року у Пардубице, один матч відбувся у Гельсінкі.

## Результати та таблиця
| 1. | Фінляндія | *** | 3:2      | 3:6      | 3:1      | 3 | 2 | 0 | 0 | 1 | 9:9 | 6 |
| 2. | Швеція    | 2:3 | ***      | 1:0      | 2:1 бул. | 3 | 1 | 1 | 0 | 1 | 5:4 | 5 |
| 3. | Росія     | 6:3 | 0:1      | ***      | 1:2 бул. | 3 | 1 | 0 | 1 | 1 | 7:6 | 4 |
| 4. | Чехія     | 1:3 | 1:2 бул. | 2:1 бул. | ***      | 3 | 0 | 1 | 1 | 1 | 4:6 | 3 |

М — підсумкове місце, І — матчі, В — перемоги, ВО — перемога по булітах (овертаймі), ПО — поразка по булітах (овертаймі), П — поразки, Ш — закинуті та пропущені шайби, О — очки

## Найкращі гравці турніру
| Воротар  | Генрік Лундквіст |
| Захисник | Туукка Мянтюля   |
| Нападник | Петр Пруха       |